# Bolshögs församling
Bolshögs församling var en församling i Lunds stift och i Simrishamns kommun. Församlingen uppgick 2003 i Stiby församling.

## Administrativ historik
Församlingen har medeltida ursprung. 
Församlingen var till 1 maj 1929 annexförsamling i pastoratet Vallby och Bolshög för att därefter till 1962 vara annexförsamling i pastoratet Östra Hoby, Vallby och Bolshög. Från 1962 till 2003 var den annexförsamling i pastoratet Stiby, Östra Vemmerlöv, Östra Tommarp och Bolshög. Församlingen uppgick 2003 i Stiby församling.

## Kyrkor
- Bolshögs kyrka